# BE Circuit 2010/11
Het BE Circuit 2010/11 begon op 13 mei 2010 en eindigde op 1 mei 2011. Alle toernooien die meededen voor deze jaargang van het Europese Badminton Circuit waren Badminton World Federation-toernooien, dus de winnaars zijn niet in alle gevallen van Europese afkomst. Wel zijn de punten voor de Circuit Ranking alleen voor de Europese spelers.

## Speelschema
| Toernooi informatie                                                                                                  | Uitslagen                    | Uitslagen                                   | Uitslagen                                    | Uitslagen                            |                              |
| Toernooi informatie                                                                                                  | Onderdeel                    | Winnaar                                     | Verliezer                                    | Uitslag                              |                              |
| Slovenian International 2010                                                                                         | Slovenian International 2010 | Slovenian International 2010                | Slovenian International 2010                 | Slovenian International 2010         | Slovenian International 2010 |
| --- | ---------------------------- | ------------------------------------------- | -------------------------------------------- | ------------------------------------ | ---------------------------- |
| Datum:13 mei t/m 16 mei Plaats: Lendava, Slovenië Prijzengeld: 5.000 US$ BWF-level: 4B                               | Mannen enkel                 | Pablo Abián                                 | Wisnu Haryo Putro                            | 21 - 14, 21 - 14                     |                              |
| Datum:13 mei t/m 16 mei Plaats: Lendava, Slovenië Prijzengeld: 5.000 US$ BWF-level: 4B                               | Vrouwen enkel                | Lianne Tan                                  | Maja Tvrdy                                   | 21 - 16, 21 - 16                     |                              |
| Datum:13 mei t/m 16 mei Plaats: Lendava, Slovenië Prijzengeld: 5.000 US$ BWF-level: 4B                               | Mannen dubbel                | Ruud Bosch Koen Ridder                      | Zvonimir Hoelbling Zvonimir Đurkinjak        | 21 - 17, 21 - 15                     |                              |
| Datum:13 mei t/m 16 mei Plaats: Lendava, Slovenië Prijzengeld: 5.000 US$ BWF-level: 4B                               | Vrouwen dubbel               | Natalia Pocztowiak Staša Poznanovič         | Özge Bayrak Ebru Tunali                      | 21 - 17, 21 - 11                     |                              |
| Datum:13 mei t/m 16 mei Plaats: Lendava, Slovenië Prijzengeld: 5.000 US$ BWF-level: 4B                               | Gemengd dubbel               | Mao Hong Natalia Pocztowiak                 | Zvonimir Đurkinjak Staša Poznanovič          | 15 - 21, 21 - 13, 21 - 17            |                              |
| Spanish International 2010                                                                                           |                              |                                             |                                              |                                      |                              |
| Datum:20 mei t/m 23 mei Plaats: Madrid, Spanje Prijzengeld: 15.000 US$ BWF-level: 4A                                 | Mannen enkel                 | Eric Pang                                   | Rune Ulsing                                  | 21 - 12, 21 - 19                     |                              |
| Datum:20 mei t/m 23 mei Plaats: Madrid, Spanje Prijzengeld: 15.000 US$ BWF-level: 4A                                 | Vrouwen enkel                | Juliane Schenk                              | Judith Meulendijks                           | 21 - 16, 21 - 12                     |                              |
| Datum:20 mei t/m 23 mei Plaats: Madrid, Spanje Prijzengeld: 15.000 US$ BWF-level: 4A                                 | Mannen dubbel                | Peter Käsbauer Oliver Roth                  | Ruud Bosch Koen Ridder                       | 21 - 13, 21 - 14                     |                              |
| Datum:20 mei t/m 23 mei Plaats: Madrid, Spanje Prijzengeld: 15.000 US$ BWF-level: 4A                                 | Vrouwen dubbel               | Emelie Lennartsson Emma Wengberg            | Lotte Jonathans Paulien Van Dooremalen       | 21 - 16, 21 - 19                     |                              |
| Datum:20 mei t/m 23 mei Plaats: Madrid, Spanje Prijzengeld: 15.000 US$ BWF-level: 4A                                 | Gemengd dubbel               | Sam Magee Chloe Magee                       | Peter Käsbauer Johanna Goliszewski           | 21 - 11, 21 - 9                      |                              |
| Le Volant d'Or de Toulouse 2010                                                                                      |                              |                                             |                                              |                                      |                              |
| Datum:27 mei t/m 30 mei Plaats: Toulouse, Frankrijk Toernooi is niet doorgegaan.                                     | Mannen enkel                 | Toernooi is afgelast                        | Toernooi is afgelast                         | Toernooi is afgelast                 |                              |
| Datum:27 mei t/m 30 mei Plaats: Toulouse, Frankrijk Toernooi is niet doorgegaan.                                     | Vrouwen enkel                | Toernooi is afgelast                        | Toernooi is afgelast                         | Toernooi is afgelast                 |                              |
| Datum:27 mei t/m 30 mei Plaats: Toulouse, Frankrijk Toernooi is niet doorgegaan.                                     | Mannen dubbel                | Toernooi is afgelast                        | Toernooi is afgelast                         | Toernooi is afgelast                 |                              |
| Datum:27 mei t/m 30 mei Plaats: Toulouse, Frankrijk Toernooi is niet doorgegaan.                                     | Vrouwen dubbel               | Toernooi is afgelast                        | Toernooi is afgelast                         | Toernooi is afgelast                 |                              |
| Datum:27 mei t/m 30 mei Plaats: Toulouse, Frankrijk Toernooi is niet doorgegaan.                                     | Gemengd dubbel               | Toernooi is afgelast                        | Toernooi is afgelast                         | Toernooi is afgelast                 |                              |
| Sint Petersburg White Nights 2010                                                                                    |                              |                                             |                                              |                                      |                              |
| Datum:7 juli t/m 11 juli Plaats: Gatsjina, Rusland Prijzengeld: 15.000 US$ BWF-level: 4A                             | Mannen enkel                 | Ivan Sozonov                                | Przemyslaw Wacha                             | 22 - 20, 21 - 14                     |                              |
| Datum:7 juli t/m 11 juli Plaats: Gatsjina, Rusland Prijzengeld: 15.000 US$ BWF-level: 4A                             | Vrouwen enkel                | Tatyana Bibik                               | Anastasia Prokopenko                         | 11 - 21, 21 - 8, 21 - 17             |                              |
| Datum:7 juli t/m 11 juli Plaats: Gatsjina, Rusland Prijzengeld: 15.000 US$ BWF-level: 4A                             | Mannen dubbel                | Adam Cwalina Michal Logosz                  | Vitalij Durkin Alexander Nikolaenko          | 21 - 19, 29 - 27                     |                              |
| Datum:7 juli t/m 11 juli Plaats: Gatsjina, Rusland Prijzengeld: 15.000 US$ BWF-level: 4A                             | Vrouwen dubbel               | Valeria Sorokina Nina Vislova               | Petya Nedelcheva Anastasia Russkikh          | 21 - 17, 21 - 15                     |                              |
| Datum:7 juli t/m 11 juli Plaats: Gatsjina, Rusland Prijzengeld: 15.000 US$ BWF-level: 4A                             | Gemengd dubbel               | Evgeniy Dremin Anastasia Russkikh           | Valeriy Atraschenkov Elena Prus              | 21 - 17, 21 - 14                     |                              |
| Belgian International 2010                                                                                           |                              |                                             |                                              |                                      |                              |
| Datum:9 september t/m 12 september Plaats: Leuven, België Prijzengeld: 15.000 US$ BWF-level 4A                       | Mannen enkel                 | Marc Zwiebler                               | Eric Pang                                    | 21 - 15, 21 - 17                     |                              |
| Datum:9 september t/m 12 september Plaats: Leuven, België Prijzengeld: 15.000 US$ BWF-level 4A                       | Vrouwen enkel                | Juliane Schenk                              | Elizabeth Cann                               | 21 - 7, 21 - 5                       |                              |
| Datum:9 september t/m 12 september Plaats: Leuven, België Prijzengeld: 15.000 US$ BWF-level 4A                       | Mannen dubbel                | Ingo Kindervater Johannes Schöttler         | Michael Fuchs Oliver Roth                    | Walkover                             |                              |
| Datum:9 september t/m 12 september Plaats: Leuven, België Prijzengeld: 15.000 US$ BWF-level 4A                       | Vrouwen dubbel               | Sandra Marinello Birgit Overzier            | Lotte Jonathans Paulien Van Dooremalen       | 21 - 19, 18 - 21, 21 - 12            |                              |
| Datum:9 september t/m 12 september Plaats: Leuven, België Prijzengeld: 15.000 US$ BWF-level 4A                       | Gemengd dubbel               | Michael Fuchs Birgit Overzier               | Johannes Schöttler Sandra Marinello          | 22 - 20, 21 - 19                     |                              |
| Kharkov International 2010                                                                                           |                              |                                             |                                              |                                      |                              |
| Datum:16 september t/m 19 september Plaats: Charkov, Oekraïne Prijzengeld: 15.000 US$ BWF-level: 4A                  | Mannen enkel                 | Ivan Sozonov                                | Przemysław Wacha                             | 21 - 14, 22 - 20                     |                              |
| Datum:16 september t/m 19 september Plaats: Charkov, Oekraïne Prijzengeld: 15.000 US$ BWF-level: 4A                  | Vrouwen enkel                | Larisa Griga                                | Mariya Ulitina                               | 21 - 14, 17 - 21, 21 - 13            |                              |
| Datum:16 september t/m 19 september Plaats: Charkov, Oekraïne Prijzengeld: 15.000 US$ BWF-level: 4A                  | Mannen dubbel                | Adam Cwalina Michal Logosz                  | Vladimir Ivanov Ivan Sozonov                 | 28 - 26, 21 - 15                     |                              |
| Datum:16 september t/m 19 september Plaats: Charkov, Oekraïne Prijzengeld: 15.000 US$ BWF-level: 4A                  | Vrouwen dubbel               | Mariya Ulitina Natalya Voytsekh             | Anna Kobtseva Elena Prus                     | 23 - 21, 21 - 12                     |                              |
| Datum:16 september t/m 19 september Plaats: Charkov, Oekraïne Prijzengeld: 15.000 US$ BWF-level: 4A                  | Gemengd dubbel               | Valeriy Atrashchenkov Elena Prus            | Aliaksei Konakh Alesia Zaitsava              | 21 - 19, 21 - 16                     |                              |
| Slovak International 2010                                                                                            |                              |                                             |                                              |                                      |                              |
| Datum:23 september t/m 26 september Plaats: Prešov, Slowakije Prijzengeld: Geen BWF-level: 4C                        | Mannen enkel                 | Alexandre Francoise                         | Maxime Michel                                | 18 - 21, 21 - 17, 24 - 22            |                              |
| Datum:23 september t/m 26 september Plaats: Prešov, Slowakije Prijzengeld: Geen BWF-level: 4C                        | Vrouwen enkel                | Mariya Ulitina                              | Natalya Voytsekh                             | 21 - 8, 21 - 13                      |                              |
| Datum:23 september t/m 26 september Plaats: Prešov, Slowakije Prijzengeld: Geen BWF-level: 4C                        | Mannen dubbel                | Jacco Arends Jelle Maas                     | Maurice Niesner Till Zander                  | 21 - 18, 19 - 21, 21 - 15            |                              |
| Datum:23 september t/m 26 september Plaats: Prešov, Slowakije Prijzengeld: Geen BWF-level: 4C                        | Vrouwen dubbel               | Selena Piek Iris Tabeling                   | Mariya Ulitina Natalya Voytsekh              | 21 - 10, 21 - 18                     |                              |
| Datum:23 september t/m 26 september Plaats: Prešov, Slowakije Prijzengeld: Geen BWF-level: 4C                        | Gemengd dubbel               | Jacco Arends Selena Piek                    | Aliaksei Konakh Alesia Zaitsava              | 21 - 15, 21 - 14.                    |                              |
| Czech International 2010                                                                                             |                              |                                             |                                              |                                      |                              |
| Datum:30 september t/m 3 oktober Plaats: Brno, Tsjechië Prijzengeld: 15.000 US$ BWF-level: 4A                        | Mannen enkel                 | Ajay Jayaram                                | Scott Evans                                  | 21 - 11, 21 - 8                      |                              |
| Datum:30 september t/m 3 oktober Plaats: Brno, Tsjechië Prijzengeld: 15.000 US$ BWF-level: 4A                        | Vrouwen enkel                | Karina Jörgensen                            | Sashina Vignes                               | 24 - 22, 22 - 20                     |                              |
| Datum:30 september t/m 3 oktober Plaats: Brno, Tsjechië Prijzengeld: 15.000 US$ BWF-level: 4A                        | Mannen dubbel                | Chris Langridge Robin Middleton             | Marcus Ellis Peter Mills                     | 21 - 9, 21 - 19                      |                              |
| Datum:30 september t/m 3 oktober Plaats: Brno, Tsjechië Prijzengeld: 15.000 US$ BWF-level: 4A                        | Vrouwen dubbel               | Selena Piek Iris Tabeling                   | Maria Helsbol Anne Skelbaek                  | 22 - 20, 15 - 21, 21 - 7             |                              |
| Datum:30 september t/m 3 oktober Plaats: Brno, Tsjechië Prijzengeld: 15.000 US$ BWF-level: 4A                        | Gemengd dubbel               | Anders Skaarup Rasmussen Anne Skelbaek      | Jelle Maas Iris Tabeling                     | 21 - 16, 21 - 11                     |                              |
| Bulgarian International 2010                                                                                         |                              |                                             |                                              |                                      |                              |
| Datum:7 oktober t/m 10 oktober Plaats: Sofia, Bulgarije Prijzengeld: 15.000 US$ BWF-level: 4A                        | Mannen enkel                 | Przemyslaw Wacha                            | Kestutis Navickas                            | 21 - 14, 11 - 21, 21 - 13            |                              |
| Datum:7 oktober t/m 10 oktober Plaats: Sofia, Bulgarije Prijzengeld: 15.000 US$ BWF-level: 4A                        | Vrouwen enkel                | Petya Nedelcheva                            | Chloe Magee                                  | 21 - 17, 21 - 13                     |                              |
| Datum:7 oktober t/m 10 oktober Plaats: Sofia, Bulgarije Prijzengeld: 15.000 US$ BWF-level: 4A                        | Mannen dubbel                | Marcus Ellis Peter Mills                    | Martin Campbell Angus Gilmour                | 21 - 14, 21 - 10                     |                              |
| Datum:7 oktober t/m 10 oktober Plaats: Sofia, Bulgarije Prijzengeld: 15.000 US$ BWF-level: 4A                        | Vrouwen dubbel               | Petya Nedelcheva Anastasia Russkikh         | Tatyana Bibik Olga Golovanova                | walkover                             |                              |
| Datum:7 oktober t/m 10 oktober Plaats: Sofia, Bulgarije Prijzengeld: 15.000 US$ BWF-level: 4A                        | Gemengd dubbel               | Evgeniy Dremin Anastasia Russkikh           | Gert Kunka Amanda Hogstrom                   | 21 - 14, 26 - 24                     |                              |
| Cyprus International 2010                                                                                            |                              |                                             |                                              |                                      |                              |
| Datum:14 oktober t/m 17 oktober Plaats: Nicosia, Cyprus Prijzengeld: 5.000 US$ BWF-level: 4B                         | Mannen enkel                 | Viktor Axelsen                              | Simon Maunoury                               | 21 - 10, 21 - 11                     |                              |
| Datum:14 oktober t/m 17 oktober Plaats: Nicosia, Cyprus Prijzengeld: 5.000 US$ BWF-level: 4B                         | Vrouwen enkel                | Carolina Marín                              | Olga Golovanova                              | 21 - 12, 25 - 27, 21 - 14            |                              |
| Datum:14 oktober t/m 17 oktober Plaats: Nicosia, Cyprus Prijzengeld: 5.000 US$ BWF-level: 4B                         | Mannen dubbel                | Didit Juang Indrianto Seiko Wahyu Kusdianto | Niclas Nohr Mads Pedersen                    | 21 - 15, 15 - 21, 21 - 19            |                              |
| Datum:14 oktober t/m 17 oktober Plaats: Nicosia, Cyprus Prijzengeld: 5.000 US$ BWF-level: 4B                         | Vrouwen dubbel               | Romina Gabdullina Evgeniya Kosetskaya       | Lena Grebak Camilla Overgaard                | 21 - 18, 21 - 9                      |                              |
| Datum:14 oktober t/m 17 oktober Plaats: Nicosia, Cyprus Prijzengeld: 5.000 US$ BWF-level: 4B                         | Gemengd dubbel               | Niclas Nohr Lena Grebak                     | Denis Grachev Anastasia Chervyakova          | 21 - 13, 18 - 21, 21 - 12            |                              |
| Hungarian International 2010                                                                                         |                              |                                             |                                              |                                      |                              |
| Datum:4 november t/m 7 november Plaats: Boedapest, Hongarije Prijzengeld: 5.000 US$ BWF-level: 4B                    | Mannen enkel                 | Ville Lang                                  | Yuhan Tan                                    | 22 - 20, 21 - 16                     |                              |
| Datum:4 november t/m 7 november Plaats: Boedapest, Hongarije Prijzengeld: 5.000 US$ BWF-level: 4B                    | Vrouwen enkel                | Karin Schnaase                              | Anne Hald-Jensen                             | 21 - 15, 21 - 16                     |                              |
| Datum:4 november t/m 7 november Plaats: Boedapest, Hongarije Prijzengeld: 5.000 US$ BWF-level: 4B                    | Mannen dubbel                | Peter Käsbauer Josche Zurwonne              | Maurice Niesner Till Zander                  | 21 - 17, 22 - 20                     |                              |
| Datum:4 november t/m 7 november Plaats: Boedapest, Hongarije Prijzengeld: 5.000 US$ BWF-level: 4B                    | Vrouwen dubbel               | Johanna Goliszewski Carla Nelte             | Claudia Vogelgsang Kim Buss                  | 21 - 14, 22 - 20                     |                              |
| Datum:4 november t/m 7 november Plaats: Boedapest, Hongarije Prijzengeld: 5.000 US$ BWF-level: 4B                    | Gemengd dubbel               | Jacco Arends Selena Piek                    | Peter Käsbauer Johanna Goliszewski           | 21 - 15, 21 - 14                     |                              |
| Iceland International 2010                                                                                           |                              |                                             |                                              |                                      |                              |
| Datum:11 november t/m 14 november Plaats: Reykjavik, IJsland Prijzengeld: Geen BWF-level: 4C                         | Mannen enkel                 | Kim Bruun                                   | Jacob Damgaard Eriksen                       | 14 - 21, 21 - 16, 21 - 19            |                              |
| Datum:11 november t/m 14 november Plaats: Reykjavik, IJsland Prijzengeld: Geen BWF-level: 4C                         | Vrouwen enkel                | Ragna Ingólfsdóttir                         | Anita Raj Kaur                               | 21 - 17, 21 - 18                     |                              |
| Datum:11 november t/m 14 november Plaats: Reykjavik, IJsland Prijzengeld: Geen BWF-level: 4C                         | Mannen dubbel                | Emil Holst Mikkel Mikkelsen                 | Frederik Colberg Kasper Poulsen              | 21 - 15, 21 - 17                     |                              |
| Datum:11 november t/m 14 november Plaats: Reykjavik, IJsland Prijzengeld: Geen BWF-level: 4C                         | Vrouwen dubbel               | Katrín Atladóttir Ragna Ingólfsdóttir       | Erla Björg Hafsteinsdóttir Tinna Helgadóttir | 21 - 14, 21 - 13                     |                              |
| Datum:11 november t/m 14 november Plaats: Reykjavik, IJsland Prijzengeld: Geen BWF-level: 4C                         | Gemengd dubbel               | Frederik Colberg Mette Poulsen              | Kasper Poulsen Josephine Van Zaane           | 21 - 17, 8 - 21, 21 - 16             |                              |
| Norwegian International 2010                                                                                         |                              |                                             |                                              |                                      |                              |
| Datum:18 november t/m 21 november Plaats: Oslo, Noorwegen Prijzengeld: 15.000 US$ BWF-level: 4A                      | Mannen enkel                 | Hans-Kristian Vittinghus                    | Henri Hurskainen                             | 21 - 16, 19 - 21, 21 - 8             |                              |
| Datum:18 november t/m 21 november Plaats: Oslo, Noorwegen Prijzengeld: 15.000 US$ BWF-level: 4A                      | Vrouwen enkel                | Olga Konon                                  | Larisa Griga                                 | 21 - 17, 21 - 7                      |                              |
| Datum:18 november t/m 21 november Plaats: Oslo, Noorwegen Prijzengeld: 15.000 US$ BWF-level: 4A                      | Mannen dubbel                | Ingo Kindervater Johannes Schöttler         | Marcus Ellis Peter Mills                     | 21 - 17, 23 - 21                     |                              |
| Datum:18 november t/m 21 november Plaats: Oslo, Noorwegen Prijzengeld: 15.000 US$ BWF-level: 4A                      | Vrouwen dubbel               | Lotte Jonathans Paulien van Dooremalen      | Sandra Marinello Birgit Overzier             | 21 - 14, 21 - 15                     |                              |
| Datum:18 november t/m 21 november Plaats: Oslo, Noorwegen Prijzengeld: 15.000 US$ BWF-level: 4A                      | Gemengd dubbel               | Michael Fuchs Birgit Overzier               | Evgeniy Dremin Anastasia Russkikh            | 23 - 20, 21 - 10                     |                              |
| Scottish International 2010                                                                                          |                              |                                             |                                              |                                      |                              |
| Datum:24 november t/m 28 november Plaats: Glasgow, Schotland Prijzengeld: 15.000 US$ BWF-level: 4A                   | Mannen enkel                 | Anand Pawar                                 | Ville Lang                                   | 21 - 9, 21 - 10                      |                              |
| Datum:24 november t/m 28 november Plaats: Glasgow, Schotland Prijzengeld: 15.000 US$ BWF-level: 4A                   | Vrouwen enkel                | Tatyana Bibik                               | Elizabeth Cann                               | 25 - 23, 21 - 12                     |                              |
| Datum:24 november t/m 28 november Plaats: Glasgow, Schotland Prijzengeld: 15.000 US$ BWF-level: 4A                   | Mannen dubbel                | Marcus Ellis Peter Mills                    | Chris Adcock Andrew Ellis                    | 21 - 19, 11 - 21, 21 - 15            |                              |
| Datum:24 november t/m 28 november Plaats: Glasgow, Schotland Prijzengeld: 15.000 US$ BWF-level: 4A                   | Vrouwen dubbel               | Jenny Wallwork Gabrielle White              | Mariana Agathangelou Heather Olver           | 21 - 17, 21 - 17                     |                              |
| Datum:24 november t/m 28 november Plaats: Glasgow, Schotland Prijzengeld: 15.000 US$ BWF-level: 4A                   | Gemengd dubbel               | Chris Adcock Imogen Bankier                 | Till Zander Gitte Köhler                     | 21 - 10, 21 - 12                     |                              |
| Welsh International 2010                                                                                             |                              |                                             |                                              |                                      |                              |
| Datum:2 december t/m 5 december Plaats: Cardiff, Wales Prijzengeld: 5.000 US$ BWF-level: 4B                          | Mannen enkel                 | Pablo Abián                                 | Sven-Eric Kastens                            | 14 - 21, 21 - 17, 14 - 21            |                              |
| Datum:2 december t/m 5 december Plaats: Cardiff, Wales Prijzengeld: 5.000 US$ BWF-level: 4B                          | Vrouwen enkel                | Anita Raj Kaur                              | Atu Rosalina                                 | 23 - 21, 21 - 15                     |                              |
| Datum:2 december t/m 5 december Plaats: Cardiff, Wales Prijzengeld: 5.000 US$ BWF-level: 4B                          | Mannen dubbel                | Peter Käsbauer Josche Zurwonne              | Mark Middleton Ben Stawski                   | 21 - 19, 21 - 12                     |                              |
| Datum:2 december t/m 5 december Plaats: Cardiff, Wales Prijzengeld: 5.000 US$ BWF-level: 4B                          | Vrouwen dubbel               | Anita Raj Kaur Joanne Swee Ling Quay        | Louise Eriksson Amanda Wallin                | 21 - 13, 21 - 11                     |                              |
| Datum:2 december t/m 5 december Plaats: Cardiff, Wales Prijzengeld: 5.000 US$ BWF-level: 4B                          | Gemengd dubbel               | Peter Käsbauer Johanna Goliszewski          | Josche Zurwonne Carla Nelte                  | 21 - 15, 21 - 13                     |                              |
| Irish International 2010                                                                                             |                              |                                             |                                              |                                      |                              |
| Datum:9 december t/m 12 december Plaats: Dublin, Ierland Prijzengeld: 15.000 US$ BWF-level: 4A                       | Mannen enkel                 | Hans-Kristian Vittinghus                    | Pablo Abián                                  | 21 - 13, 14 - 21, 23 - 21            |                              |
| Datum:9 december t/m 12 december Plaats: Dublin, Ierland Prijzengeld: 15.000 US$ BWF-level: 4A                       | Vrouwen enkel                | Susan Egelstaff                             | Karina Jörgensen                             | 23 - 21, 21 - 8                      |                              |
| Datum:9 december t/m 12 december Plaats: Dublin, Ierland Prijzengeld: 15.000 US$ BWF-level: 4A                       | Mannen dubbel                | Chris Adcock Andrew Ellis                   | Anthony Clark Chris Langridge                | 21 - 13, 21 - 16                     |                              |
| Datum:9 december t/m 12 december Plaats: Dublin, Ierland Prijzengeld: 15.000 US$ BWF-level: 4A                       | Vrouwen dubbel               | Maria Helsbol Anne Skelbaek                 | Mariana Agathangelou Heather Olver           | 12 - 21, 21 - 12, 21 - 15            |                              |
| Datum:9 december t/m 12 december Plaats: Dublin, Ierland Prijzengeld: 15.000 US$ BWF-level: 4A                       | Gemengd dubbel               | Chris Adcock Imogen Bankier                 | Christian John Skovgaard Britta Andersen     | 21 - 13, 21 - 11                     |                              |
| Italian International 2010                                                                                           |                              |                                             |                                              |                                      |                              |
| Datum:14 december t/m 17 december Plaats: Rome, Italië Prijzengeld: 15.000 US$ BWF-level: 4A                         | Mannen enkel                 | Przemyslaw Wacha                            | Pablo Abián                                  | 21 - 13, 21 - 16                     |                              |
| Datum:14 december t/m 17 december Plaats: Rome, Italië Prijzengeld: 15.000 US$ BWF-level: 4A                         | Vrouwen enkel                | Olga Konon                                  | Carolina Marín                               | 22 - 20, 21 - 14                     |                              |
| Datum:14 december t/m 17 december Plaats: Rome, Italië Prijzengeld: 15.000 US$ BWF-level: 4A                         | Mannen dubbel                | Anthony Clark Chris Langridge               | Vladimir Ivanov Ivan Sozonov                 | 21 - 14, 21 - 19                     |                              |
| Datum:14 december t/m 17 december Plaats: Rome, Italië Prijzengeld: 15.000 US$ BWF-level: 4A                         | Vrouwen dubbel               | Selena Piek Iris Tabeling                   | Malgorzata Kurdelska Natalia Pocztowiak      | 21 - 15, 21 - 9                      |                              |
| Datum:14 december t/m 17 december Plaats: Rome, Italië Prijzengeld: 15.000 US$ BWF-level: 4A                         | Gemengd dubbel               | Chris Adcock Imogen Bankier                 | Gert Kunka Amanda Hogström                   | 21 - 14, 21 - 15                     |                              |
| Turkey International 2010                                                                                            |                              |                                             |                                              |                                      |                              |
| Datum:20 december t/m 23 december Plaats: Istanboel, Turkije Prijzengeld: 15.000 US$ BWF-level: 4A                   | Mannen enkel                 | Przemyslaw Wacha                            | Eric Pang                                    | 21 - 18, 21 - 17                     |                              |
| Datum:20 december t/m 23 december Plaats: Istanboel, Turkije Prijzengeld: 15.000 US$ BWF-level: 4A                   | Vrouwen enkel                | Judith Meulendijks                          | Linda Zechiri                                | 19 - 21, 21 - 18, 21 - 15            |                              |
| Datum:20 december t/m 23 december Plaats: Istanboel, Turkije Prijzengeld: 15.000 US$ BWF-level: 4A                   | Mannen dubbel                | Vladimir Ivanov Ivan Sozonov                | Adam Cwalina Michal Logosz                   | 21 - 12, 21 - 18                     |                              |
| Datum:20 december t/m 23 december Plaats: Istanboel, Turkije Prijzengeld: 15.000 US$ BWF-level: 4A                   | Vrouwen dubbel               | Anastasiya Chervyakova Mariya Korobeinikova | Laura Choinet Audrey Fontaine                | 21 - 15, 21 - 11                     |                              |
| Datum:20 december t/m 23 december Plaats: Istanboel, Turkije Prijzengeld: 15.000 US$ BWF-level: 4A                   | Gemengd dubbel               | Mads Pieler Kolding Julie Houmann           | Baptiste Careme Laura Choinet                | 21 - 12, 21 - 18                     |                              |
| Estonian International 2011                                                                                          |                              |                                             |                                              |                                      |                              |
| Datum:13 januari t/m 16 januari Plaats: Tallinn, Estland Prijzengeld: 5.000 US$ BWF-level: 4B                        | Mannen enkel                 | Ville Lang                                  | Raul Must                                    | 21 - 15, 21 - 14                     |                              |
| Datum:13 januari t/m 16 januari Plaats: Tallinn, Estland Prijzengeld: 5.000 US$ BWF-level: 4B                        | Vrouwen enkel                | Michelle Kit Ying Chan                      | Arundhati Pantawane                          | 21 - 16, 21 - 19                     |                              |
| Datum:13 januari t/m 16 januari Plaats: Tallinn, Estland Prijzengeld: 5.000 US$ BWF-level: 4B                        | Mannen dubbel                | Peter Käsbauer Josche Zurwonne              | Lucas Corvee Joris Grosjean                  | 21 - 8, 21 - 18                      |                              |
| Datum:13 januari t/m 16 januari Plaats: Tallinn, Estland Prijzengeld: 5.000 US$ BWF-level: 4B                        | Vrouwen dubbel               | Selena Piek Iris Tabeling                   | Mariya Ulitina Natalya Voytsekh              | 21 - 12, 21 - 16                     |                              |
| Datum:13 januari t/m 16 januari Plaats: Tallinn, Estland Prijzengeld: 5.000 US$ BWF-level: 4B                        | Gemengd dubbel               | Jacco Arends Selena Piek                    | Tim Dettmann Ilse Vaessen                    | 21 - 12, 21 - 14                     |                              |
| Swedish International 2011                                                                                           |                              |                                             |                                              |                                      |                              |
| Datum:20 januari t/m 23 januari Plaats: Stockholm, Zweden Prijzengeld: 15.000 US$ BWF-level: 4A                      | Mannen enkel                 | Pablo Abián                                 | Viktor Axelsen                               | 21 - 19, 21 - 6                      |                              |
| Datum:20 januari t/m 23 januari Plaats: Stockholm, Zweden Prijzengeld: 15.000 US$ BWF-level: 4A                      | Vrouwen enkel                | Kaori Imabeppu                              | Mayu Sekiya                                  | 13 - 21, 22 - 20, 21 - 16            |                              |
| Datum:20 januari t/m 23 januari Plaats: Stockholm, Zweden Prijzengeld: 15.000 US$ BWF-level: 4A                      | Mannen dubbel                | Kim Astrup Sörenden Rasmus Fladberg         | Lukasz Moren Wojciech Szkudlarczyk           | 14 - 21, 25 - 23, 21 - 16            |                              |
| Datum:20 januari t/m 23 januari Plaats: Stockholm, Zweden Prijzengeld: 15.000 US$ BWF-level: 4A                      | Vrouwen dubbel               | Line Damkjaer Kruse Marie Röpke             | Rie Eto Yu Wakita                            | 21 - 14, 21 - 16                     |                              |
| Datum:20 januari t/m 23 januari Plaats: Stockholm, Zweden Prijzengeld: 15.000 US$ BWF-level: 4A                      | Gemengd dubbel               | Robin Middleton Heather Olver               | Dave Khodabux Samantha Barning               | 15 - 21, 21 - 9, 21 - 14             |                              |
| Austrian International 2011                                                                                          |                              |                                             |                                              |                                      |                              |
| Datum:23 januari t/m 26 januari Plaats: Wenen, Oostenrijk Prijzengeld: 15.000 US$ BWF-level: 4A                      | Mannen enkel                 | Jen Hao Hsu                                 | Dmytro Zavadsky                              | 21 - 15, 21 - 12                     |                              |
| Datum:23 januari t/m 26 januari Plaats: Wenen, Oostenrijk Prijzengeld: 15.000 US$ BWF-level: 4A                      | Vrouwen enkel                | Nozomi Okuhara                              | Mayu Sekiya                                  | 21 - 6, 21 - 16                      |                              |
| Datum:23 januari t/m 26 januari Plaats: Wenen, Oostenrijk Prijzengeld: 15.000 US$ BWF-level: 4A                      | Mannen dubbel                | Anthony Clark Chris Langridge               | Hiroyuki Saeki Ryota Taohata                 | 21 - 15, 21 - 16                     |                              |
| Datum:23 januari t/m 26 januari Plaats: Wenen, Oostenrijk Prijzengeld: 15.000 US$ BWF-level: 4A                      | Vrouwen dubbel               | Yuriko Miki Koharu Yonemoto                 | Line Damkjaer Kruse Marie Röpke              | 26 - 24, 21 - 15                     |                              |
| Datum:23 januari t/m 26 januari Plaats: Wenen, Oostenrijk Prijzengeld: 15.000 US$ BWF-level: 4A                      | Gemengd dubbel               | Wai Hong Wong Hoi Wah Chau                  | Mads Pieler Kolding Julie Houmann            | 21 - 17, 21 - 11                     |                              |
| Romanian International 2011                                                                                          |                              |                                             |                                              |                                      |                              |
| Datum:17 maart t/m 20 maart Plaats: Timișoara, Roemenië Prijzengeld: 5.000 US$ BWF-level: 4B                         | Mannen enkel                 | Koichi Saeki                                | Rasmus Fladberg                              | 21 - 13, 21 - 16                     |                              |
| Datum:17 maart t/m 20 maart Plaats: Timișoara, Roemenië Prijzengeld: 5.000 US$ BWF-level: 4B                         | Vrouwen enkel                | Minatsu Mitani                              | Yui Hashimoto                                | 21 - 14, 21 - 16                     |                              |
| Datum:17 maart t/m 20 maart Plaats: Timișoara, Roemenië Prijzengeld: 5.000 US$ BWF-level: 4B                         | Mannen dubbel                | Sam Magee Tony Stephenson                   | Mykola Dmytryshyn Vitalyi Konov              | 21 - 13, 21 - 14                     |                              |
| Datum:17 maart t/m 20 maart Plaats: Timișoara, Roemenië Prijzengeld: 5.000 US$ BWF-level: 4B                         | Vrouwen dubbel               | Alex Bruce Michelle Li                      | Sonia Olariu Florentina Petre                | 21 - 15, 21 - 14                     |                              |
| Datum:17 maart t/m 20 maart Plaats: Timișoara, Roemenië Prijzengeld: 5.000 US$ BWF-level: 4B                         | Gemengd dubbel               | Sam Magee Chloe Magee                       | Roman Zirnwald Elisabeth Baldauf             | 21 - 12, 18 - 12, 21 - 18            |                              |
| Polish International 2011                                                                                            |                              |                                             |                                              |                                      |                              |
| Datum:24 maart t/m 27 maart Plaats: Warschau, Polen Prijzengeld: 15.000 US$ BWF-level: 4A                            | Mannen enkel                 | Pablo Abián                                 | Vladimir Ivanov                              | 21 - 14, 21 - 12                     |                              |
| Datum:24 maart t/m 27 maart Plaats: Warschau, Polen Prijzengeld: 15.000 US$ BWF-level: 4A                            | Vrouwen enkel                | Larisa Griga                                | Yuka Kusunose                                | 21 - 15, 21 - 16                     |                              |
| Datum:24 maart t/m 27 maart Plaats: Warschau, Polen Prijzengeld: 15.000 US$ BWF-level: 4A                            | Mannen dubbel                | Vladimir Ivanov Ivan Sozonov                | Adam Cwalina Michal Logosz                   | 23 - 21, 21 - 17                     |                              |
| Datum:24 maart t/m 27 maart Plaats: Warschau, Polen Prijzengeld: 15.000 US$ BWF-level: 4A                            | Vrouwen dubbel               | Rie Eto Yu Wakita                           | Kana Ito Asumi Kugo                          | 21 - 16, 21 - 9                      |                              |
| Datum:24 maart t/m 27 maart Plaats: Warschau, Polen Prijzengeld: 15.000 US$ BWF-level: 4A                            | Gemengd dubbel               | Robert Mateusiak Nadiezda Zieba             | Rafal Hawel Kamila Augustyn                  | 21 - 13, 21 - 17                     |                              |
| Croatian International 2011                                                                                          |                              |                                             |                                              |                                      |                              |
| Datum:3 maart31 maart t/m 6 maart3 april Plaats: Zagreb, Kroatië Prijzengeld: 5.000 US$ BWF-level: 4B Is verplaatst. | Mannen enkel                 | Dieter Domke                                | Raul Must                                    | 21 - 16, 21 - 7                      |                              |
| Datum:3 maart31 maart t/m 6 maart3 april Plaats: Zagreb, Kroatië Prijzengeld: 5.000 US$ BWF-level: 4B Is verplaatst. | Vrouwen enkel                | Minatsu Mitani                              | Perrine Lebuhanic                            | 21 - 14, 21 - 17                     |                              |
| Datum:3 maart31 maart t/m 6 maart3 april Plaats: Zagreb, Kroatië Prijzengeld: 5.000 US$ BWF-level: 4B Is verplaatst. | Mannen dubbel                | Kim Astrup Sørensen Rasmus Fladberg         | Niclas Nohr Mads Pedersen                    | 18 - 21, 21 - 19, 21 - 16            |                              |
| Datum:3 maart31 maart t/m 6 maart3 april Plaats: Zagreb, Kroatië Prijzengeld: 5.000 US$ BWF-level: 4B Is verplaatst. | Vrouwen dubbel               | Sandra-Maria Jensen Line Kjærsfeldt         | Natalia Pocztowiak Staša Poznanović          | 21 - 14, 21 - 18                     |                              |
| Datum:3 maart31 maart t/m 6 maart3 april Plaats: Zagreb, Kroatië Prijzengeld: 5.000 US$ BWF-level: 4B Is verplaatst. | Gemengd dubbel               | Zvonimir Durkinjak Staša Poznanović         | Kim Astrup Sørensen Line Kjærsfeldt          | 21 - 13, 21 - 13                     |                              |
| Dutch International 2011                                                                                             |                              |                                             |                                              |                                      |                              |
| Datum:21 april t/m 24 april Plaats: Wateringen, Nederland Prijzengeld: 15.000 US$ BWF-level: 4A                      | Mannen enkel                 | Hans-Kristian Vittinghus                    | Ville Lang                                   | 18 - 21, 21 - 15, 21 - 4             |                              |
| Datum:21 april t/m 24 april Plaats: Wateringen, Nederland Prijzengeld: 15.000 US$ BWF-level: 4A                      | Vrouwen enkel                | Susan Egelstaff                             | Michelle Li                                  | 21 - 18, 13 - 21, 21 - 15            |                              |
| Datum:21 april t/m 24 april Plaats: Wateringen, Nederland Prijzengeld: 15.000 US$ BWF-level: 4A                      | Mannen dubbel                | Baptiste Careme Sylvain Grosjean            | Peter Käsbauer Josche Zurwonne               | 21 - 11, 19 - 21, 21 - 17            |                              |
| Datum:21 april t/m 24 april Plaats: Wateringen, Nederland Prijzengeld: 15.000 US$ BWF-level: 4A                      | Vrouwen dubbel               | Valeria Sorokina Nina Vislova               | Paulien van Dooremalen Lotte Jonathans       | 24 - 22, 21 - 12                     |                              |
| Datum:21 april t/m 24 april Plaats: Wateringen, Nederland Prijzengeld: 15.000 US$ BWF-level: 4A                      | Gemengd dubbel               | Aleksandr Nikolaenko Valeria Sorokina       | Mikkel Delbo Larsen Mie Schjott-Kristensen   | 13 - 21, 12 - 11 (Opgave Denemarken) |                              |
| Portugal International 2011                                                                                          |                              |                                             |                                              |                                      |                              |
| Datum:28 april t/m 1 mei Plaats: Caldas da Rainha, Portugal Prijzengeld: 5.000 US$ BWF-level: 4B                     | Mannen enkel                 | Sven-Eric Kastens                           | Lukas Schmidt                                | 15 - 21, 21 - 18, 21 - 11            |                              |
| Datum:28 april t/m 1 mei Plaats: Caldas da Rainha, Portugal Prijzengeld: 5.000 US$ BWF-level: 4B                     | Vrouwen enkel                | Sashina Vignes Waran                        | Atu Rosalina                                 | 21 - 11, 21 - 15                     |                              |
| Datum:28 april t/m 1 mei Plaats: Caldas da Rainha, Portugal Prijzengeld: 5.000 US$ BWF-level: 4B                     | Mannen dubbel                | Niclas Nohr Mads Pedersen                   | Mats Bue Anders Skaarup Rasmussen            | 28 - 26, 16 - 21, 21 - 17            |                              |
| Datum:28 april t/m 1 mei Plaats: Caldas da Rainha, Portugal Prijzengeld: 5.000 US$ BWF-level: 4B                     | Vrouwen dubbel               | Alex Langley Lauren Smith                   | Helen Davies Alyssa Lim                      | 14 - 21, 21 - 14, 21 - 17            |                              |
| Datum:28 april t/m 1 mei Plaats: Caldas da Rainha, Portugal Prijzengeld: 5.000 US$ BWF-level: 4B                     | Gemengd dubbel               | Robin Middleton Alex Langley                | Ben Stawski Lauren Smith                     | 25 - 23, 21 - 19                     |                              |

## Circuit Ranking
| Mannen enkel |                          |        |
| Plaats       | Naam                     | Punten |
| Winnaar      | Pablo Abián              | 24.800 |
| 2            | Przemyslaw Wacha         | 21.920 |
| 3            | Eric Pang                | 21.400 |
| 4            | Ville Lang               | 21.200 |
| 5            | Dmytro Zavadsky          | 19.320 |
| 6            | Michael Lahnsteiner      | 16.620 |
| 7            | Raul Must                | 14.820 |
| 8            | Hans-Kristian Vittinghus | 14.800 |
| 9            | Vladimir Ivanov          | 14.800 |
| 10           | Ivan Sozonov             | 14.480 |

| Vrouwen enkel |                      |        |
| Plaats        | Naam                 | Punten |
| Winnaar       | Larisa Griga         | 22.240 |
| 2             | Susan Egelstaff      | 21.400 |
| 3             | Tatyana Bibik        | 20.120 |
| 4             | Carolina Marín       | 17.160 |
| 5             | Sashina Vignes       | 16.230 |
| 6             | Karin Schnaase       | 15.260 |
| 7             | Chloe Magee          | 14.970 |
| 8             | Anastasia Prokopenko | 14.560 |
| 9             | Judith Meulendijks   | 14.390 |
| 10            | Alesia Zaitsava      | 13.550 |

| Mannen dubbel |                                   |        |
| Plaats        | Naam                              | Punten |
| Winnaar       | Marcus Ellis Peter Mills          | 19.800 |
| 2             | Adam Cwalina Michal Logosz        | 18.520 |
| 3             | Baptiste Careme Sylvain Grosjean  | 17.400 |
| 4             | Vladimir Ivanov Ivan Sozonov      | 17.000 |
| 5             | Peter Kasbauer Josche Zurwonne    | 14.810 |
| 6             | Ruud Bosch Koen Ridder            | 14.300 |
| 7             | Martin Campbell Angus Gilmour     | 14.280 |
| 8             | Maurice Niesner Till Zander       | 12.980 |
| 9             | Jacco Arends Jelle Maas           | 11.660 |
| 10            | Mats Bue Anders Skaarup Rasmussen | 11.450 |

| Vrouwen dubbel |                                        |        |
| Plaats         | Naam                                   | Punten |
| Winnaar        | Mariya Ulitina Natalya Voytsekh        | 18.470 |
| 2              | Lotte Jonathans Paulien Van Dooremalen | 17.000 |
| 3              | Johanna Goliszewski Carla Nelte        | 14.350 |
| 4              | Maria Helsbol Anne Skelbaek            | 12.400 |
| 5              | Louise Eriksson Amanda Wallin          | 12.130 |
| 6              | Steffi Annys Severine Corvilain        | 11.870 |
| 7              | Tatyana Bibik Olga Golovanova          | 11.200 |
| 8              | Emilie Lefel Marion Luttmann           | 11.010 |
| 9              | Sanne Ekberg Amanda Hogstrom           | 10.840 |
| 10             | Emelie Lennartsson Emma Wengberg       | 10.520 |

| Gemengd dubbel |                                            |        |
| Plaats         | Naam                                       | Punten |
| Winnaar        | Valeriy Atraschenkov Elena Prus            | 16.680 |
| 2              | Peter Kasbauer Johanna Goliszewski         | 15.490 |
| 3              | Zvonimir Ðurkinjak Staša Poznanovic        | 13.670 |
| 4              | Sam Magee Chloe Magee                      | 13.570 |
| 5              | Josche Zurwonne Carla Nelte                | 12.860 |
| 6              | Jacco Arends Selena Piek                   | 12.620 |
| 7              | Mads Pieler Kolding Julie Houmann          | 12.400 |
| 8              | Anders Skaarup Rasmussen Anne Skelbaek     | 12.120 |
| 9              | Chris Adcock Imogen Bankier                | 12.000 |
| 10             | Wojciech Szkudlarczyk Agnieszka Wojtkowska | 11.840 |

Slovenian International · 
Spanish International · 
Sint Petersburg White Nights · 
Belgian International · 
Kharkov International · 
Slovak International · 
Czech International · 
Bulgarian International · 
Cyprus International · 
Hungarian International · 
Iceland International · 
Norwegian International · 
Scottish International · 
Welsh International · 
Irish International · 
Italian International · 
Turkey International · 
Estonian International · 
Swedish International · 
Austrian International · 
Romanian International · 
Polish International · 
Croatian International · 
Dutch International · 
Portugal International
1987/88 · 1988/89 · 1989/90 · 1990/91 · 1991/92 · 1992/93 · 1993/94 · 1994/95 · 1995/96 · 1996/97 · 1997/98 · 1998/99 · 1999/00 · 2000/01 · 2001/02 · 2002/03 · 2003/04 · 2004/05 · 2005/06 · 2006/07 · 2007/08 · 2008/09 · 2009/10 · 2010/11 · 2011/12 ·